# Jeppe Aakjær
 (août 2014).
Si vous disposez d'ouvrages ou d'articles de référence ou si vous connaissez des sites web de qualité traitant du thème abordé ici, merci de compléter l'article en donnant les références utiles à sa vérifiabilité et en les liant à la section « Notes et références ».
Jeppe Aakjær (Fly Sogn, 10 septembre 1866 - Jenle, 22 avril 1930), né Jeppe Jensen, est un écrivain danois.
Son origine modeste fut cause de débuts difficiles. Empreint tout d'abord de critique religieuse selon les idées de Georg Brandes, ses nouvelles sont ensuite marquées par la critique sociale et le marxisme. C'est ainsi qu'il se fait la voix des ouvriers agricoles dans Les Enfants de la colère (1904), La Joie du travail (1914), ou encore Où il y a des forces qui germent (1916). 
Son œuvre romanesque a une portée plus polémique qu'artistique, mais il laisse en outre une œuvre poétique plus paisible. Il est considéré comme le plus grand écrivain régionaliste danois.  Champ de seigle (1906), par exemple, est un hymne vibrant à son Jutland natal.
Certaines de ses oeuvres romanesques - mais à ce jour pas sa poésie - ont été traduites en allemand.

## Publications

### Histoires
- Jens Tanderup (1900)
- Da lampen tændtes (1900)
- Frederik Tapbjergs plovgilde (1900)
- Når bierne sværmer (1904)
- Da hyrdedrengen skulle i skoven (1905)
- Selvplageren (1905)
- Vesterfra (1905)
- Mens pølsen koger (1900)
- Dødsfjender (1900)
- Kromand imod sin vilje (1905)
- Sidsels brudelys (1907)
- Hellig krig (1908)
- En mennesk ska ved, hwad en gjør (1909)
- Himlens dom (1909)

### Recueils de poésie
- Derude fra Kjærene, 1899
- Fri Felt, 1905
- Rugens Sange, 1906
- Samlede digte I – III, 1931

### Recueils de nouvelles
- Vadmelsfolk, 1900

### Romans
- Vredens Børn, 1904
- Jens, 1914
- Pigen fra Limfjorden, 1921

### Théâtre
- Livet paa Hegnsgaard, 1907
- Ulvens Søn, 1909
- Naar Bønder elsker, 1911

### Histoires régionalistes
- Steen Steensen Blichers livs-tragedie, 3 vol, 1903
- Hedevandringer, 1915
- En Skarns Præst og andre Syndere, 1917
- Af min Hjemstavns Saga, 1919
- Langs Karupaaens Bred, 1929
- Fra Agermuld og Hedesand, 1930
- Konge, Adel og andre Sallingboer, 1930
- Gammel brug og gammel Brøde, 1931
- Muld og Mænd, 1932
- Fra Sallingland til Øresund,1932

## Postérité
En 1917, l'auteur a été lauréat du prix Nobel de littérature.
Son œuvre inspirera des films aux cinéma ou en musique,.